# Regierung Carteret

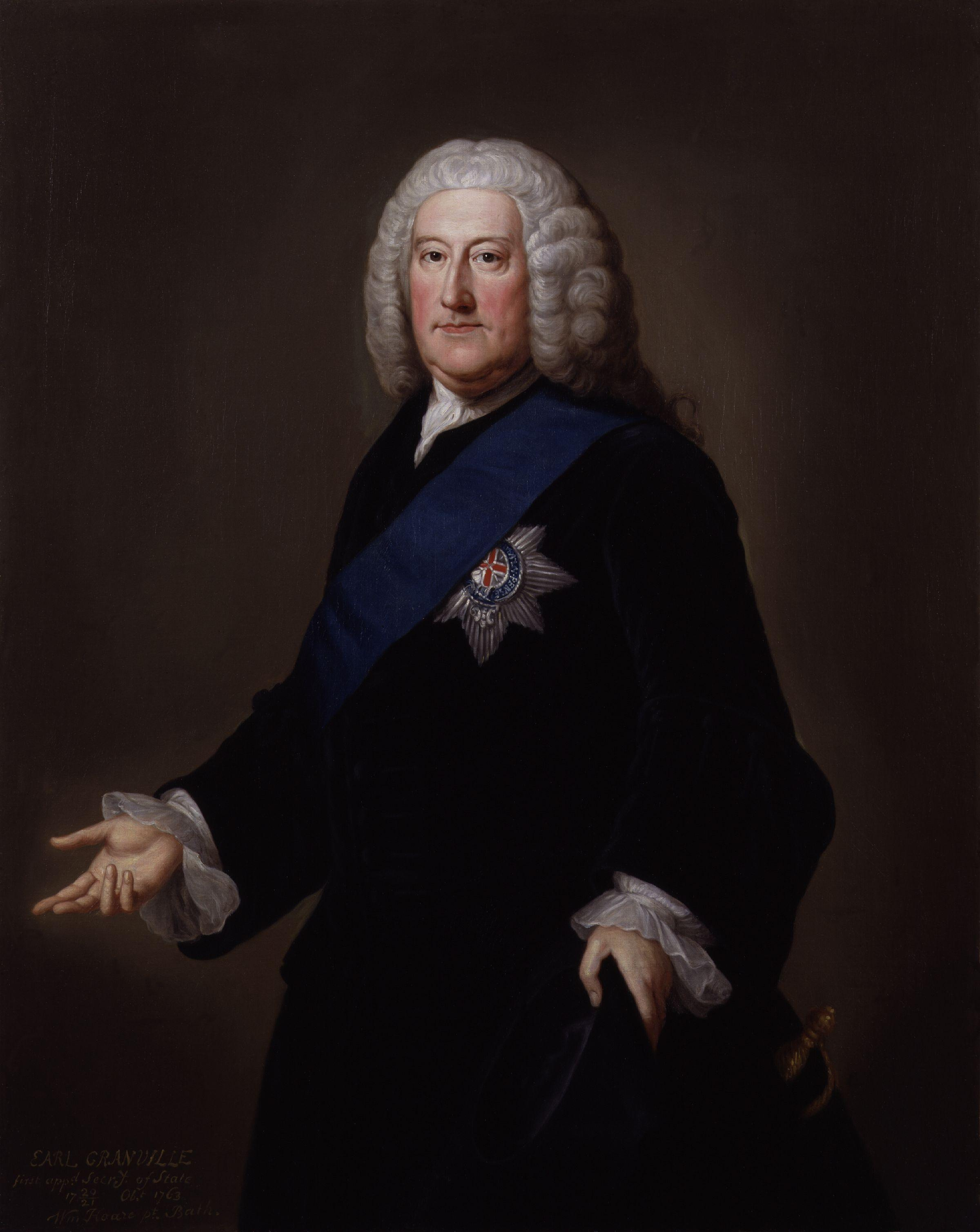
John Carteret, Baron Carteret war Namensgeber der Regierung, obwohl er nicht formeller Premierminister war.

Die Regierung Carteret war die Regierung im Königreich Großbritannien in der Zeit vom 12. Februar 1742 bis zum 24. November 1744.
Die Regierung wurde nach dem Staatssekretär für den Norden John Carteret, Baron Carteret benannt, wenngleich nomineller Führer der Regierung Spencer Compton, 1. Earl of Wilmington als Premierminister vom 16. Februar 1742 bis zu seinem Tode am 2. Juli 1743 beziehungsweise dessen Nachfolger Henry Pelham war, die zugleich jeweils als Erster Lord des Schatzamtes fungierten. Carteret war jedoch die Hauptstütze der Regierung gewesen, von der die jeweiligen Premierminister auf Unterstützung angewiesen waren.
Die Regierung löste die Regierung Walpole ab, nachdem es zuvor zu einem Misstrauensvotum gekommen war, das die Regierung mit 235 zu 236 Stimmen knapp verlor. Die Regierung bestand ausschließlich aus Mitgliedern der liberalen Whigs, die seit den Wahlen zum Unterhaus (House of Commons) vom 30. April bis 11. Juni 1741 mit 286 der 558 Sitze im House of Commons nur noch über eine knappe absolute Mehrheit verfügte. Die konservativen Tories, nunmehr unter der Führung von Sir Watkin Williams-Wynn, 3. Baronet verlor neun Mandate und kam auf 136 Sitze, während die Patriot Whigs, eine Abspaltung der Whigs unter William Pulteney, 48 Mandate hinzugewannen und nunmehr mit 131 Sitzen im Unterhaus vertreten waren. Am 24. November 1744 wurde die Regierung Carteret wegen seiner freundlichen Politik zum Haus Hannover von der Regierung Pelham abgelöst.

## Regierungsjahre 1742 bis 174

### Innenpolitische Ereignisse
1742 eröffneten die ersten Baumwollfabriken in Birmingham und Wolverhampton in den Midlands und schufen damit eine Vorstufe der Industrialisierung.

## Außenpolitische Ereignisse

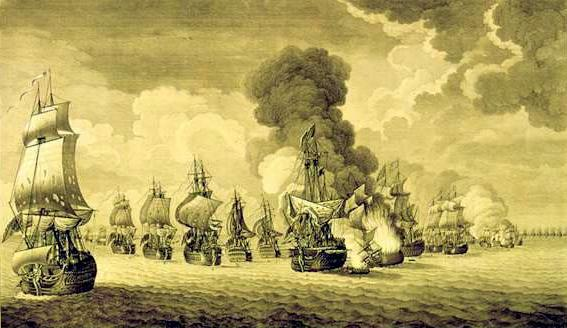
Spanische Darstellung der Seeschlacht bei Toulon vom 22. Februar 1744.

Am 18. November 1742 schloss das Königreich Großbritannien eine Allianz mit dem Königreich Preußen gegen das Königreich Frankreich und sicherte am 22. Dezember 1742 dem Russisches Kaiserreich. Die französischen Besatzungstruppen waren gezwungen, am 12. Dezember 1742 Prag zu verlassen.
Am 27. Juni 1743 fand zwischen Großbritannien, dem Kurfürstentum Braunschweig-Lüneburg und Habsburg einerseits und Königreich Frankreich andererseits während des Österreichischen Erbfolgekriegs im heutigen Karlstein in der Nähe von Aschaffenburg (Bayern) die Schlacht bei Dettingen statt und endete mit einem Sieg der Verbündeten, die von König Georg II. von Großbritannien angeführt wurden. Befehlshaber der französischen Truppen war der Marschall von Frankreich Adrien-Maurice de Noailles. Dies war das letzte Mal, dass ein britischer Monarch seine Truppen in eine Schlacht führte. Durch die Allianz von Fontainebleau vom 25. Oktober 1743 erneuerten Frankreich und Spanien ihre anti-britische Offensive und planten, die Kontrolle über die Festung von Gibraltar von den Briten zu übernehmen. Am 22. Februar 1744 schlug eine französisch-spanische Flotte eine britische Flotte der Royal Navy in der Seeschlacht bei Toulon.
Frankreich erklärte Großbritannien am 15. März 1744 den Krieg und sechs Wochen später am 26. April 1744 auch gegenüber der Erzherzogin von Österreich Maria Theresia.

## Mitglieder des Kabinetts
| Amt                                                                       | Amtsinhaber                                                                      | Beginn der Amtszeit                | Ende der Amtszeit                   |
| ------------------------------------------------------------------------- | -------------------------------------------------------------------------------- | ---------------------------------- | ----------------------------------- |
| Prime Minister (Premierminister)                                          | Spencer Compton, 1. Earl of Wilmington Henry Pelham                              | 16. Februar 1742 2. Juli 1743      | 2. Juli 1743 24. November 1744      |
| Secretary of State in Northern Department (Staatssekretär für den Norden) | John Carteret, Baron Carteret                                                    | 12. Februar 1742                   | 24. November 1744                   |
| First Lord of the Treasury (Erster Lord des Schatzamtes)                  | Spencer Compton, 1. Earl of Wilmington Henry Pelham                              | 16. Februar 1742 2. Juli 1743      | 2. Juli 1743 24. November 1744      |
| Lord Chancellor (Lordkanzler)                                             | Philip Yorke, 1. Earl of Hardwicke                                               | 12. Februar 1742                   | 24. November 1744                   |
| Lord Privy Seal (Lordsiegelbewahrer)                                      | John Leveson-Gower, 1. Earl Gower George Cholmondeley, 3. Earl of Cholmondeley   | 13. Juli 1742 12. Dezember 1743    | 12. Dezember 1743 24. November 1744 |
| Lord President of the Council (Präsident des Geheimen Kronrates)          | William Stanhope, 1. Earl of Harrington                                          | 12. Februar 1742                   | 24. November 1744                   |
| Secretary of State in Southern Department (Staatssekretär für den Süden)  | Thomas Pelham-Holles, 1. Duke of Newcastle-upon-Tyne                             | 12. Februar 1742                   | 24. November 1744                   |
| Chancellor of the Exchequer (Schatzkanzler)                               | Samuel Sandys Henry Pelham                                                       | 12. Februar 1742 12. Dezember 1743 | 12. Dezember 1743 24. November 1744 |
| Chancellor of the Duchy of Lancaster (Kanzler des Herzogtums Lancaster)   | George Cholmondeley, 3. Earl of Cholmondeley Richard Edgcumbe, 1. Baron Edgcumbe | 12. Februar 1742 12. Dezember 1743 | 12. Dezember 1743 24. November 1744 |
| Master General of the Ordnance (Generalfeldzeugmeister)                   | John Montagu, 2. Duke of Montagu                                                 | 18. März 1742                      | Dezember 1743                       |
| Secretary at War (Staatssekretär für Krieg)                               | Thomas Winnington                                                                | 12. Februar 1742                   | 24. November 1744                   |
| First Lord of the Admiralty (Erster Lord der Admiralität)                 | Daniel Finch, 8. Earl of Winchilsea                                              | 19. März 1742                      | 24. November 1744                   |
| Paymaster of the Forces (Zahlmeister der Streitkräfte)                    | Henry Pelham Thomas Winnington                                                   | 12. Februar 1742 24. Dezember 1743 | 24. Dezember 1743 24. November 1744 |

## Hintergrundliteratur
- Romney R. Sedgwick: III. The Second Whig Opposition, 1722–42, in: Romney R. Sedgwick (Herausgeber): The History of Parliament. The House of Commons 1715–1754, 1970, ISBN 978-0-11-880098-3 (Onlineversion)
- England im 18. Jahrhundert, in: Weltgeschichte in Bildern. Die innere Entwicklung der europäischen Staaten im 18. Jahrhundert, Gondrom Verlag, Bayreuth 1981, ISBN 3-8112-0242-1
- Chris Cook, John Stevenson: British Historical Facts 1688–1760, Macmillan 1988, S. 39–40
- Paul Langford: A Polite and Commercial People: England 1727–1783, Clarendon Press, 1998, ISBN 978-0-19-820733-7 (Onlineversion)
- Heinrich Pleticha (Herausgeber): Weltgeschichte. Aufklärung und Revolution. Europa im 17. und 18. Jahrhundert, Bertelsmann Lexikon Verlag, Gütersloh 1996, ISBN 3-577-15008-4
- Ulrike Müller-Kaspar (Herausgeberin): Die Jahrtausendbibliothek. Das Achtzehnte Jahrhundert, Tosa Verlag, Wien 1999
- Chambers Dictionary of World History, Chambers Harrap 2002, ISBN 0-550-13000-4
- Timothy Venning: Compendium of British Office Holders, Palgrave Macmillan UK, 2005, ISBN 978-0-230-50587-2 (Onlineversion)
- Hywell Williams (Herausgeber): The Early Modern World 1450–1799, in: Cassell’s Chronology of World History. Dates, Events and Ideas that Made History, Weidenfeld & Nicolson, London 2005, ISBN 0-304-35730-8
- Der Große Ploetz. Die Enzyklopädie der Weltgeschichte, Verlag Vandenhoeck & Ruprecht, 35. Auflage, 2008, ISBN 978-3-525-32008-2
- Jeremy Black: British Politics and Foreign Policy, 1727–44, Taylor & Francis, 2016, ISBN 978-1-317-17163-8, S. 265 (Onlineversion)